# Echinochloa crus-pavonis
Echinochloa crus-pavonis är en gräsart som först beskrevs av Carl Sigismund Kunth, och fick sitt nu gällande namn av Schult.. Echinochloa crus-pavonis ingår i släktet hönshirser, och familjen gräs. Inga underarter finns listade i Catalogue of Life.

## Bildgalleri

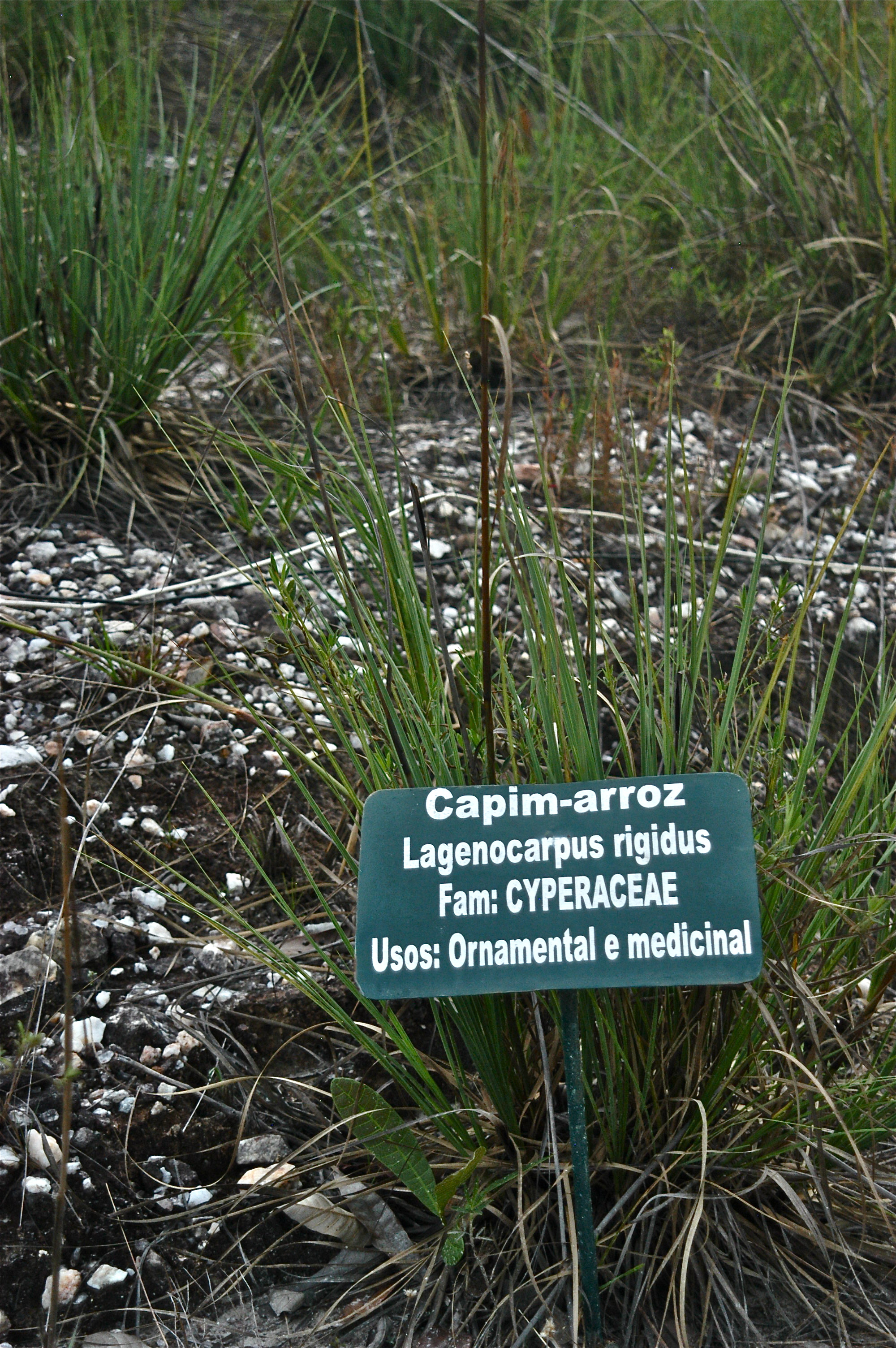